# 라데온 X1000 시리즈
라데온 X1000 시리즈, 곧 R520 (코드명 Fudo)는 ATI 테크놀로지스가 개발하고 TSMC가 생산한 그래픽 처리 장치(GPU)이다. 이것은 90 나노미터 포토리소그래피 공정을 사용하여 생산된 최초의 GPU였다.
R520은 DirectX 9.0c 및 OpenGL 2.0 3D 가속기 X1000 그래픽 카드 라인의 기반이 되었다. 이것은 R300 이후 ATI의 첫 번째 주요 아키텍처 점검이었으며 셰이더 모델 3.0에 고도로 최적화되었다. 이 코어를 사용하는 라데온 X1000 시리즈는 2005년 10월 5일에 출시되었으며 주로 엔비디아의 지포스 7 시리즈와 경쟁했다. ATI는 2007년 5월 14일에 R600 시리즈로 R500 시리즈의 후속 제품을 출시했다.
ATI는 윈도우 8 또는 윈도우 10에 대해 어떤 X1000 시리즈 카드도 공식적으로 지원하지 않는다. 이 세대를 위한 마지막 AMD 카탈리스트는 윈도우 7까지 2010년의 10.2이다. AMD는 2015년에 이 시리즈의 윈도우 7용 드라이버 제공을 중단했다.
리눅스 배포판을 사용할 때 일련의 오픈 소스 라데온 드라이버를 사용할 수 있다.
동일한 GPU는 다중 모니터 설정을 대상으로 하는 일부 AMD 파이어MV 제품에서도 발견된다.

## 개발 지연
R520이 포함된 라데온 X1800 비디오 카드는 ATI 엔지니어들이 개발 막바지에 GPU 내에서 버그를 발견했기 때문에 몇 달 지연되어 출시되었다. 3rd-party 90 나노미터 칩 설계 라이브러리의 결함으로 인해 발생한 이 버그는 클록 속도 증가를 크게 방해하여 칩을 다른 리비전으로 "재작업"(새로운 GDSII를 TSMC에 보내야 했다)해야 했다. 문제는 시제품 칩에 거의 무작위적으로 영향을 미쳐 식별하기 어려웠다.

## 아키텍처
R520 아키텍처는 ATI에 의해 "울트라 스레드 디스패치 프로세서"라고 불리는데, 이는 처리 장치 수를 무작정 늘리는 대신 GPU 효율성을 높이려는 ATI의 계획을 의미한다. 중앙 픽셀 셰이더 "디스패치 유닛"은 셰이더를 16픽셀(4×4) 스레드(배치)로 분해하고 픽셀 "쿼드"(각 4개 파이프라인)당 최대 128개 스레드를 추적하고 분배할 수 있다. 셰이더 쿼드가 작업 완료 또는 다른 데이터 대기 중으로 유휴 상태가 되면 디스패치 엔진은 해당 쿼드에 그동안 다른 작업을 할당한다. 전체 결과는 이론적으로 셰이더 유닛의 활용률이 높아진다. 쿼드당 많은 수의 스레드를 통해 ATI는 여러 동시 읽기 및 쓰기가 가능하고 각 셰이더 배열에 대한 고대역폭 연결을 갖는 매우 큰 프로세서 레지스터 배열을 만들었으며, 가능한 한 많은 작업을 사용할 수 있도록 파이프라인에 필요한 임시 저장소를 제공했다. RV530 및 R580과 같이 파이프라인당 셰이더 유닛 수가 세 배로 증가하는 칩의 경우, 이러한 셰이더는 성능이 낮은 RV515 및 R520과 동일한 수준의 스레딩 리소스를 여전히 가지고 있기 때문에 픽셀 셰이딩 효율성이 약간 떨어진다.
코어의 다음 주요 변경 사항은 메모리 버스이다. R420 및 R300은 거의 동일한 메모리 컨트롤러 설계를 가졌으며, 전자는 더 높은 클록 속도를 위해 버그 수정된 버전이었다. R520의 메모리 버스는 "메모리 클라이언트"에 연결되는 중앙 컨트롤러(중재자)와 다르다. 칩 주변에는 DRAM 칩과 동일한 속도로 실행되지만 대기 시간을 줄이기 위해 반대 방향으로 실행되는 두 개의 256비트 링 버스가 있다. 이 링 버스를 따라 데이터가 링을 빠져나와 메모리 칩으로 들어가거나 나가는 4개의 "정지" 지점이 있다. PCI 익스프레스 인터페이스 및 비디오 입력을 위해 설계된 5번째로 훨씬 덜 복잡한 정지 지점이 있다. 이 설계는 신호가 GPU를 통해 이동해야 하는 거리가 짧아지고 DRAM당 뱅크 수가 증가함에 따라 메모리 액세스를 더 빠르게 만들 수 있다. 칩은 메모리 요청을 RAM 칩으로 더 빠르고 직접적으로 분산시킬 수 있다. ATI는 이전 설계보다 40%의 효율성 향상을 주장했다. RV515 및 RV530과 같은 작은 코어는 작고 저렴한 설계로 인해 축소되었다. 예를 들어, RV530은 대신 두 개의 내부 128비트 버스를 가지고 있다. 이 세대는 GDDR4를 포함한 모든 최신 메모리 유형을 지원한다. 링 버스 외에도 각 메모리 채널은 32비트의 세분성을 가지므로 작은 메모리 요청을 수행할 때 메모리 효율성이 향상된다.
ATI의 이전 제품에서는 버텍스 셰이더 엔진이 이미 필요한 FP32 정밀도를 갖추고 있었다. SM3.0에 필요한 변경 사항에는 더 긴 명령어 길이, 분기, 루프 및 서브루틴이 있는 동적 흐름 제어 명령어, 더 큰 임시 레지스터 공간이 포함되었다. 픽셀 셰이더 엔진은 계산 레이아웃 측면에서 R420과 매우 유사하지만 90 나노미터 공정에서 높은 클록 속도에 도달하도록 크게 최적화되고 조정되었다. ATI는 이전 하드웨어용 드라이버에 고성능 셰이더 컴파일러를 개발하기 위해 수년간 노력해 왔으므로 호환 가능한 유사한 기본 설계를 유지하는 것이 명백한 비용 및 시간 절약을 제공했다.
파이프라인 끝에서 텍스처 주소 지정 프로세서는 픽셀 셰이더에서 분리되므로 사용하지 않는 텍스처링 유닛은 더 많은 텍스처 레이어가 필요한 픽셀에 동적으로 할당될 수 있다. 다른 개선 사항으로는 4096x4096 텍스처 지원 및 ATI의 3Dc 노멀 맵 압축이 특정 상황에서 압축률을 향상시켰다.
R5xx 제품군은 더욱 진보된 온보드 모션 비디오 엔진을 도입했다. R100 이후의 라데온 카드와 마찬가지로 R5xx는 거의 전체 MPEG-1/2 비디오 파이프라인을 오프로드할 수 있다. R5xx는 또한 3D/파이프라인의 셰이더 유닛과 모션 비디오 엔진의 조합을 통해 마이크로소프트 WMV9/VC-1 및 MPEG H.264/AVC 디코딩을 지원할 수 있다. 벤치마크는 VC-1 및 H.264 재생 시 CPU 사용률이 미미하게 감소함을 보여준다.
출시와 함께 실시간 3D 데모 프로그램이 공개되었다. ATI의 "디지털 슈퍼스타" 루비의 개발은 새로운 데모인 어쌔신으로 계속되었다. 이 데모는 고동적 범위 조명(HDR)과 동적 부드러운 그림자가 있는 매우 복잡한 환경을 선보였다. 루비의 최신 경쟁 프로그램인 신은 12만 개의 폴리곤으로 구성되었다.
이 카드는 듀얼 링크 DVI 출력 및 HDCP를 지원한다. 그러나 HDCP를 사용하려면 외부 ROM이 설치되어야 하는데, 초기 비디오 카드 모델에는 사용할 수 없었다. RV515, RV530, RV535 코어는 단일 및 이중 DVI 링크를 포함하고, R520, RV560, RV570, R580, R580+ 코어는 두 개의 이중 DVI 링크를 포함한다.
AMD는 최종 라데온 R5xx 가속 문서를 공개했다.

## 드라이버
X1000 시리즈를 공식적으로 지원하는 마지막 AMD 카탈리스트 버전은 10.2, 디스플레이 드라이버 버전 8.702이다.

## 변형

### X1300–X1550 시리즈

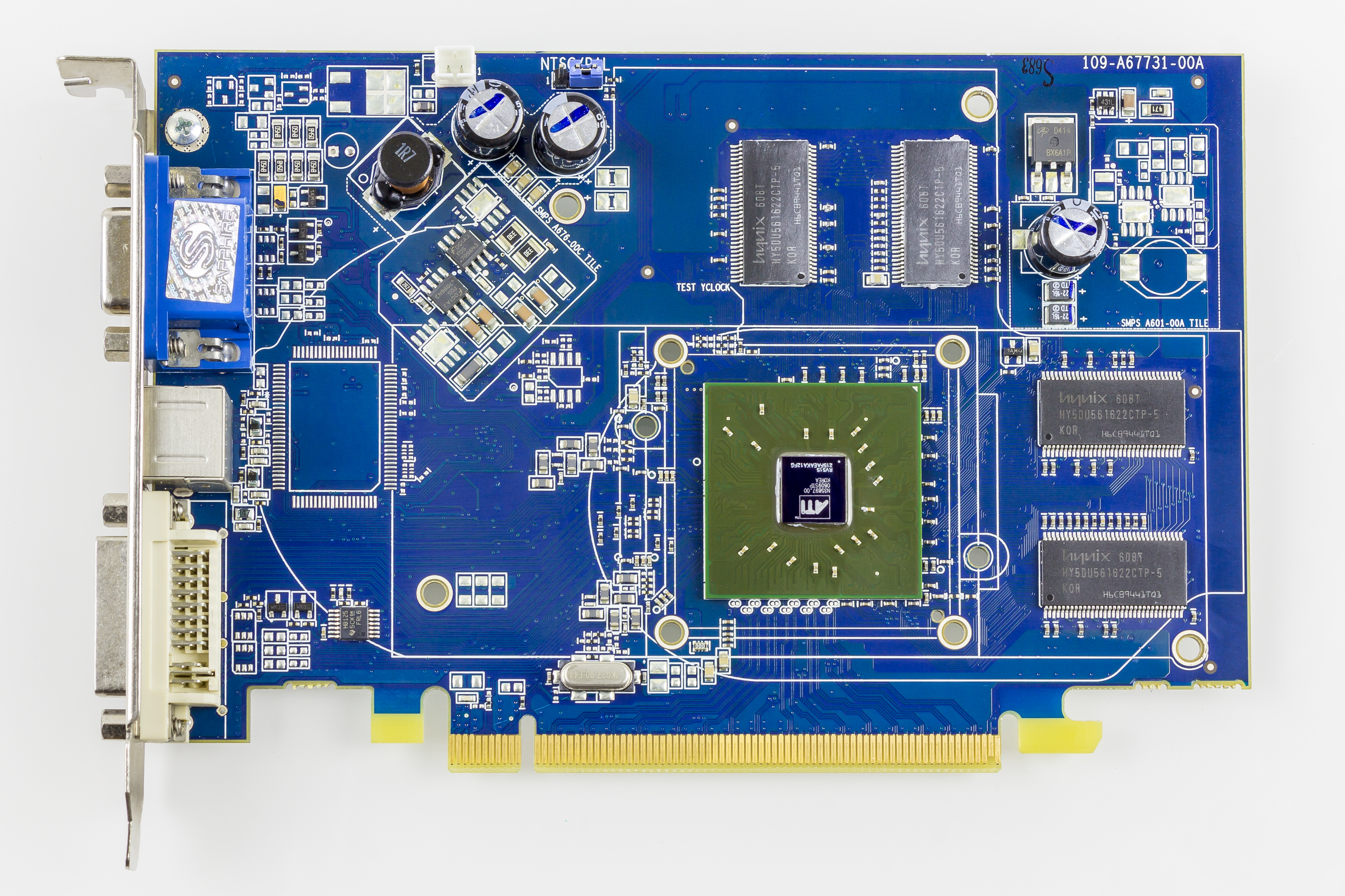
GPU RV515가 장착된 X1300(방열판 제거)

이 시리즈는 X1000 시리즈의 보급형 솔루션이며 RV515 코어를 기반으로 한다. 칩은 이전 X300 – X600 카드와 유사하게 4개의 텍스처 유닛, 4개의 ROP, 4개의 픽셀 셰이더 및 2개의 버텍스 셰이더를 갖추고 있다. 이 칩들은 R520의 쿼드 중 하나를 사용하며, 더 빠른 보드는 이러한 쿼드를 더 많이 사용한다. 예를 들어, X1800은 4개의 쿼드를 사용한다. 이 모듈식 설계를 통해 ATI는 동일한 기술을 사용하여 "최고부터 최저까지" 라인업을 구축하여 연구, 개발 시간 및 비용을 절약할 수 있다. 더 작은 설계로 인해 이 카드들은 낮은 전력 요구량(30W)을 제공하므로 더 시원하게 작동하고 더 작은 케이스에 사용할 수 있다. 결국 ATI는 X1550을 만들고 X1300은 단종시켰다. X1050은 R300 코어를 기반으로 했으며 초저가 부품으로 판매되었다.
초기 모빌리티 라데온 X1300 ~ X1450은 RV515 코어를 기반으로 한다.
2006년부터 라데온 X1300 및 X1550 제품은 RV505 코어로 전환되었는데, 이는 이전 RV515 코어와 유사한 기능과 특징을 가졌지만 TSMC에서 80 나노미터 공정(RV515의 90 나노미터 공정에서 축소)으로 제조되었다.

### X1600 시리즈
X1600은 M56 코어를 사용하며 RV530 코어를 기반으로 한다. RV530 코어는 RV515와 유사하지만 다르다.
RV530은 픽셀 셰이더 대 텍스처 유닛 비율이 3:1이다. RV515의 4개의 텍스처 유닛과 4개의 ROP를 유지하면서 12개의 픽셀 셰이더를 가지고 있다. 또한 3개의 추가 버텍스 셰이더를 얻어 총 5개의 유닛이 된다. 칩의 단일 "쿼드"는 R580의 4개 쿼드 설계와 유사하게 파이프라인당 3개의 픽셀 셰이더 프로세서를 가지고 있다. 이는 RV530이 동일한 클록 속도에서 X1300과 동일한 텍스처링 기능을 가지지만, 12개의 픽셀 셰이더를 통해 셰이더 계산 성능에서 X1800과 동등하다는 것을 의미한다. 사용 가능한 게임의 프로그래밍 내용으로 인해 X1600은 텍스처링 성능 부족으로 인해 크게 방해받는다.
X1600은 ATI의 미드레인지 GPU로서 라데온 X600 및 라데온 X700을 대체하도록 포지셔닝되었다. 모빌리티 라데온 X1600 및 X1700도 RV530을 기반으로 한다.

### X1650 시리즈

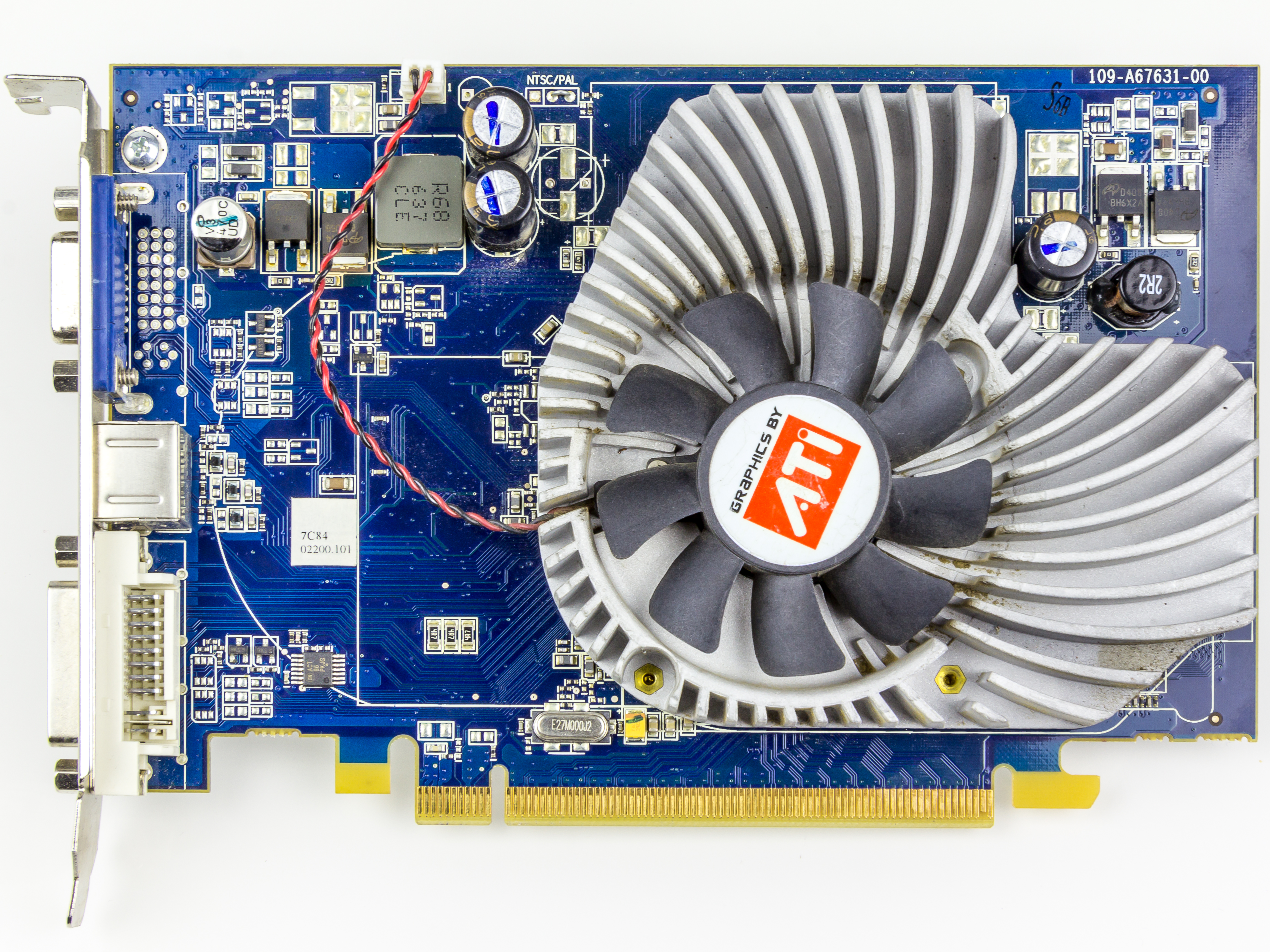
ATI 라데온 X1650 프로

X1650 시리즈는 두 가지 부품으로 구성된다. X1650 Pro는 RV535 코어(새로운 80 나노미터 공정으로 제조된 RV530 코어)를 사용하며 X1600보다 전력 소비량과 발열량이 모두 낮다. 다른 부품인 X1650XT/X1650GT는 새로운 RV570 코어(RV560으로도 알려짐)를 사용하지만 주 경쟁자인 엔비디아의 7600GT와 경쟁하기 위해 처리 능력이 낮다(완전히 장착된 RV570 코어는 고성능 카드인 X1950Pro에 동력을 공급한다). 또한 라데온 X1650도 있는데, 이는 기술적으로는 이전 세대 X1600에 속하며, 오래된 90nm RV530 코어를 사용하기 때문이다. 자세히 살펴보면, 기본적으로 DDR2 메모리를 탑재한 라데온 X1600 프로의 이름이 변경된 것이다.

### X1800 시리즈
원래 X1000 시리즈의 주력 모델이었던 X1800 시리즈는 롤링 릴리스와 당시 경쟁사였던 NVIDIA의 지포스 7 시리즈의 약진으로 인해 미미한 반응과 함께 출시되었다. 2005년 후반에 X1800이 시장에 출시되었을 때, 이는 90nm GPU를 탑재한 최초의 고성능 비디오 카드였다. ATI는 카드에 256 MB 또는 512MB의 온보드 메모리를 장착하기로 결정했다(미래에 계속 증가하는 로컬 메모리 크기에 대한 수요를 예측하여). X1800XT PE는 512MB 온보드 메모리에만 독점적으로 제공되었다. X1800은 R480 기반 라데온 X850을 ATI의 최상급 성능 GPU로 대체했다.
R520의 출시가 지연되면서 원래 예정된 봄/여름 출시보다 경쟁이 훨씬 더 인상적이었다. 전작인 X850과 마찬가지로 R520 칩은 4개의 "쿼드"를 탑재하고 있어 이전 모델 및 NVIDIA 6800 시리즈와 동일한 클록 속도에서 유사한 텍스처링 기능을 제공한다. X850과 달리 R520의 셰이더 유닛은 크게 개선되었다. 이들은 셰이더 모델 3을 지원하며, 셰이더 스레딩에서 일부 발전을 이루어 셰이더 유닛의 효율성을 크게 향상시킬 수 있다. X1900과 달리 X1800은 16개의 픽셀 셰이더 프로세서와 텍스처링 대 픽셀 셰이딩 기능의 동등한 비율을 가지고 있다. 이 칩은 또한 X800의 6개에서 8개로 버텍스 셰이더 수를 증가시킨다. 90nm low-K 제조 공정을 통해 이러한 고트랜지스터 칩은 여전히 매우 높은 주파수로 클록될 수 있어 X1800 시리즈가 24개의 파이프라인을 사용하는 NVIDIA 7800 및 7900 시리즈와 같이 파이프라인 수가 더 많지만 클록 속도가 낮은 GPU와 경쟁할 수 있다.
X1800은 출시 지연으로 인해 X1900으로 빠르게 대체되었다. X1900은 예정보다 뒤처지지 않았으며 항상 "봄 업데이트" 칩으로 계획되었다. 그러나 대량의 미사용 X1800 칩으로 인해 ATI는 픽셀 파이프라인의 한 쿼드를 중단하고 X1800GTO로 판매하기로 결정했다.

### X1900 및 X1950 시리즈

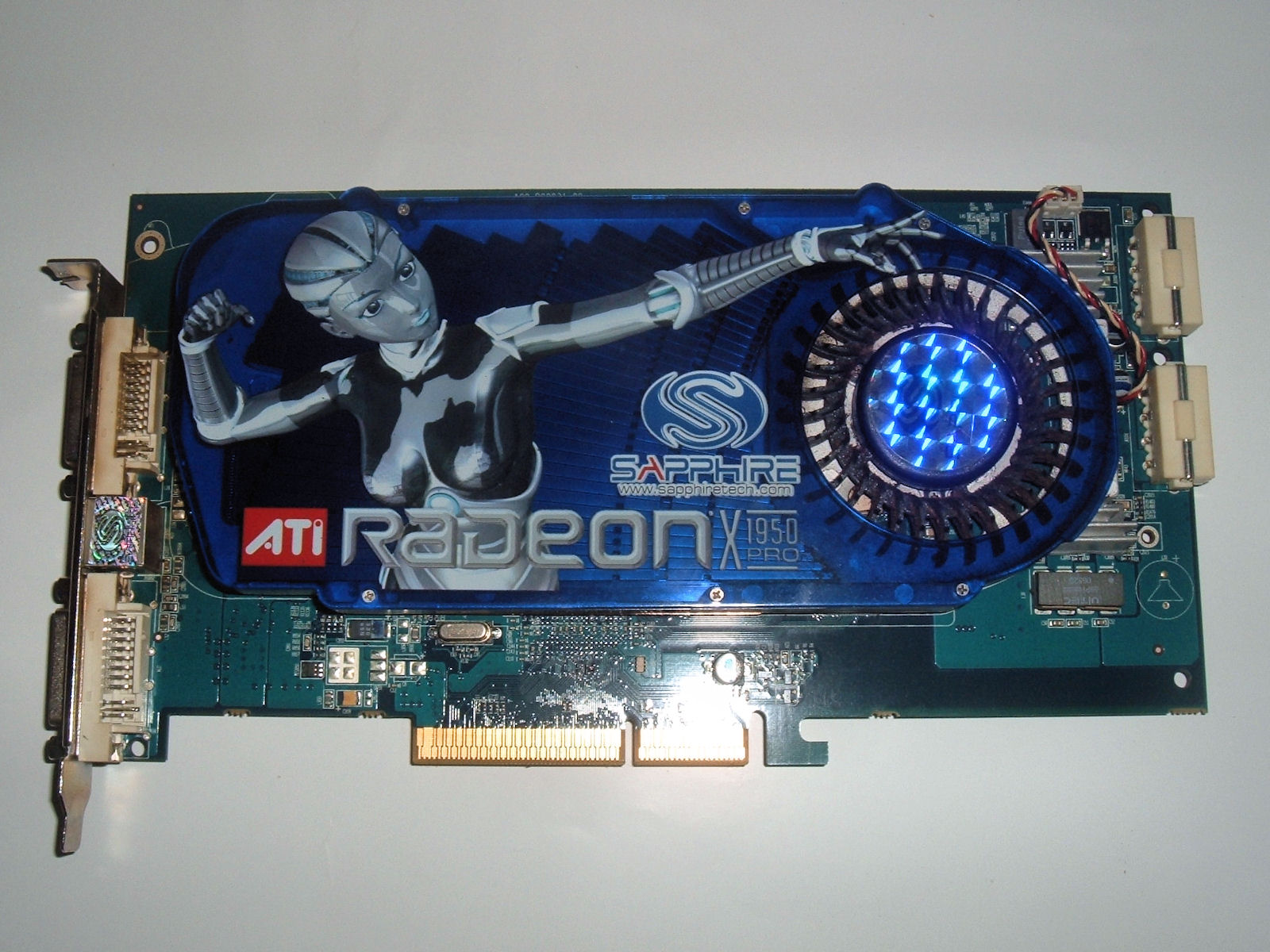
사파이어 라데온 X1950 프로

X1900 및 X1950 시리즈는 X1800 설계의 여러 결함을 수정하고 픽셀 셰이딩 성능을 크게 향상시켰다. R580 코어는 R520 PCB와 핀 호환이 가능하여 X1800 PCB의 재설계가 필요하지 않았다. 보드는 변형에 따라 256MB 또는 512MB의 온보드 GDDR3 메모리를 탑재한다. R580과 R520의 주요 차이점은 ATI가 픽셀 셰이더 프로세서 대 텍스처 프로세서 비율을 변경했다는 것이다. X1900 카드는 각 파이프라인에 하나 대신 세 개의 픽셀 셰이더를 가지고 있어 총 48개의 픽셀 셰이더 유닛을 제공한다. ATI는 미래의 3D 소프트웨어가 픽셀 셰이더 집약적일 것이라는 기대하에 이러한 조치를 취했다.
2006년 하반기에 ATI는 R580+라는 이름의 수정된 R580 GPU를 사용하는 그래픽 보드인 라데온 X1950 XTX를 출시했다. R580+는 R580과 동일하지만 클록당 전력 소비가 낮고 훨씬 더 높은 클록 속도 상한을 제공하는 새로운 그래픽 DRAM 기술인 GDDR4 메모리를 지원한다. X1950 XTX는 RAM을 1GHz(2GHz DDR)로 클록하여 64.0GB/s의 메모리 대역폭을 제공하며, X1900 XTX보다 29% 우위를 점한다. 이 카드는 2006년 8월 23일에 출시되었다.
X1950 Pro는 2006년 10월 17일에 출시되었으며, 경쟁이 심한 200달러 미만 시장에서 X1900GT를 대체할 목적으로 출시되었다. X1950 Pro GPU는 단 12개의 텍스처 유닛과 36개의 픽셀 셰이더를 가진 80nm RV570 코어를 기반으로 하며, 한 쌍의 내부 크로스파이어 커넥터를 통해 네이티브 크로스파이어 구현을 지원하는 최초의 ATI 카드이며, 이전 크로스파이어 시스템에서 발견되었던 번거로운 외부 동글이 필요 없게 된다.

## 칩셋 표
ATI X1000 시리즈 카드(예: X1900)는 버텍스 텍스처 패치 기능이 없으므로 VS 3.0 모델을 완전히 준수하지 않는다. 대신 "Render to Vertex Buffer (R2VB)"라는 기능을 제공하여 대체 버텍스 텍스처 패치 기능을 제공한다.
| 모델                             | 출시일                                         | 코드명 | 제조 공정 (nm) | 트랜지스터 (백만개) | 다이 크기 (mm2) | 버스 인터페이스     | 클록 속도  | 클록 속도            | 코어 구성  | 필레이트      | 필레이트  | 필레이트    | 필레이트  | 메모리      | 메모리                 | 메모리     | 메모리         | TDP (와트) | API 지원 (버전) | API 지원 (버전) | 출시 가격 (USD)            |
| 모델                             | 출시일                                         | 코드명 | 제조 공정 (nm) | 트랜지스터 (백만개) | 다이 크기 (mm2) | 버스 인터페이스     | 코어 (MHz) | 메모리 (MHz)         | 코어 구성  | MOperations/s | MPixels/s | MVertices/s | MTexels/s | 크기 (MB)   | 대역폭 (GB/s)          | 버스 종류  | 버스 폭 (비트) | 최대       | Direct3D        | OpenGL          | 출시 가격 (USD)            |
| -------------------------------- | ---------------------------------------------- | ------ | -------------- | ------------------- | --------------- | ------------------- | ---------- | -------------------- | ---------- | ------------- | --------- | ----------- | --------- | ----------- | ---------------------- | ---------- | -------------- | ---------- | --------------- | --------------- | -------------------------- |
| 라데온 X1300                     | 2005년 10월 5일 (PCIe) 2005년 12월 1일 (AGP)   | RV515  | 90             | 107                 | 100             | AGP 8× PCI PCIe ×16 | 450        | 250                  | 4:2:4:4    | 1800          | 1800      | 225         | 1800      | 128 256     | 8.0                    | DDR DDR2   | 128            |            | 9.0c            | 2.1             | $99 (128MB) $129 (256 MB)  |
| 라데온 X1300 하이퍼메모리        | 2005년 10월 5일                                | RV515  | 90             | 107                 | 100             | PCIe ×16            | 450        | 250                  | 4:2:4:4    | 1800          | 1800      | 225         | 1800      | 128 256 512 | 4.0                    | DDR2       | 64             | $          | 9.0c            | 2.1             |                            |
| 라데온 X1300 PRO                 | 2005년 10월 5일 (PCIe) 2006년 11월 1일 (AGP)   | RV515  | 90             | 107                 | 100             | AGP 8× PCIe ×16     | 600        | 400                  | 4:2:4:4    | 2400          | 2400      | 300         | 2400      | 128 256     | 12.8                   | DDR2       | 128            | 31         | 9.0c            | 2.1             | $149                       |
| 라데온 X1300 XT                  | 2006년 8월 12일                                | RV530  | 90             | 157                 | 150             | AGP 8× PCIe ×16     | 500        | 400                  | 12:5:4:4   | 6000          | 2000      | 625         | 2000      | 128 256     | 12.8                   | DDR2       | 128            | 22         | 9.0c            | 2.1             | $89                        |
| 라데온 X1550                     | 2007년 1월 8일                                 | RV516  | 90             | 107                 | 100             | AGP 8x PCI PCIe x16 | 500        | 400                  | 4:2:4:4    | 2200          | 2200      | 275         | 2200      | 128 256 512 | 12.8                   | DDR2       | 128            | 27         | 9.0c            | 2.1             | $                          |
| 라데온 X1600 PRO                 | 2005년 10월 10일                               | RV530  | 90             | 157                 | 150             | AGP 8× PCIe ×16     | 500        | 390 390–690          | 12:5:4:4   | 6000          | 2000      | 625         | 2000      | 128 256 512 | 12.48                  | DDR2 GDDR3 | 128            | 41         | 9.0c            | 2.1             | $149 (128MB) $199 (256 MB) |
| 라데온 X1600 XT                  | 2005년 10월 10일 (PCIe)                        | RV530  | 90             | 157                 | 150             | AGP 8× PCIe ×16     | 590        | 690                  | 12:5:4:4   | 7080          | 2360      | 737.5       | 2360      | 256 512     | 22.08                  | GDDR3      | 128            | 42         | 9.0c            | 2.1             | $249                       |
| 라데온 X1650                     | 2007년 2월 1일                                 | RV530  | 90             | 157                 | 150             | AGP 8× PCIe ×16     | 500        | 400                  | 12:5:4:4   | 6000          | 2000      | 625         | 2000      | 256 512     | 12.8                   | DDR2       | 128            |            | 9.0c            | 2.1             | $                          |
| 라데온 X1650 SE                  |                                                | RV516  | 90             | 105                 |                 | PCIe ×16            | 635        | 400                  | 4:2:4:4    |               |           |             |           | 256         | 12.8                   | DDR2       | 128            | $          | 9.0c            | 2.1             |                            |
| 라데온 X1650 GT                  | 2007년 5월 1일 (PCIe) 2007년 10월 1일 (AGP)    | RV560  | 80             | 330                 | 230             | AGP 8× PCIe x16     | 400        | 400                  | 24:8:8:8   | 9600          | 3200      | 800         | 3200      | 256 512     | 12.8                   | GDDR3      | 128            | $          | 9.0c            | 2.1             |                            |
| 라데온 X1650 PRO                 | 2006년 8월 23일 (PCIe) 2006년 10월 15일 (AGP)  | RV535  | 80             | 330                 | 131             | AGP 8× PCIe x16     | 600        | 700                  | 12:5:4:4   | 7200          | 2400      | 750         | 2400      | 256 512     | 22.4                   | GDDR3      | 128            | 44         | 9.0c            | 2.1             | $99                        |
| 라데온 X1650 XT                  | 2006년 10월 30일                               | RV560  | 80             | 330                 | 230             | AGP 8× PCIe x16     | 525        | 700                  | 24:8:8:8   | 12600         | 4200      | 1050        | 4200      | 256 512     | 22.4                   | GDDR3      | 128            | 55         | 9.0c            | 2.1             | $149                       |
| 라데온 X1700 FSC                 | 2007년 11월 5일 (OEM)                          | RV535  | 80             | 330                 | 131             | PCIe ×16            | 587        | 695                  | 12:5:4:4   | 7044          | 2348      | 733         | 2348      | 256         | 22.2                   | GDDR3      | 128            | 44         | 9.0c            | 2.1             | OEM                        |
| 라데온 X1700 SE                  | 2007년 11월 30일                               | RV560  | 80             | 330                 | 230             | PCIe ×16            | 500        | 500                  | 24:8:8:8   | 12000         | 4000      | 1000        | 4000      | 512         | 16.0                   | GDDR3      | 128            | 50         | 9.0c            | 2.1             | $                          |
| 라데온 X1800 크로스파이어 에디션 | 2005년 12월 20일                               | R520   | 90             | 321                 | 288             | PCIe ×16            | 600        | 700                  | 16:8:16:16 | 9600          | 9600      | 900         | 9600      | 512         | 46.08                  | GDDR3      | 256            | 113        | 9.0c            | 2.1             | $                          |
| 라데온 X1800 GTO                 | 2006년 3월 9일                                 | R520   | 90             | 321                 | 288             | PCIe ×16            | 500        | 495                  | 12:8:12:8  | 6000          | 6000      | 1000        | 6000      | 256 512     | 32.0                   | GDDR3      | 256            | 48         | 9.0c            | 2.1             | $249                       |
| 라데온 X1800 XL                  | 2005년 10월 5일                                | R520   | 90             | 321                 | 288             | PCIe ×16            | 500        | 500                  | 16:8:16:16 | 8000          | 8000      | 1000        | 8000      | 256         | 32.0                   | GDDR3      | 256            | 70         | 9.0c            | 2.1             | $449                       |
| 라데온 X1800 XT                  | 2005년 10월 5일                                | R520   | 90             | 321                 | 288             | PCIe ×16            | 625        | 750                  | 16:8:16:16 | 10000         | 10000     | 1250        | 10000     | 256 512     | 48.0                   | GDDR3      | 256            | 113        | 9.0c            | 2.1             | $499 (256MB) $549 (512 MB) |
| 라데온 X1900 크로스파이어 에디션 | 2006년 1월 24일                                | R580   | 90             | 384                 | 352             | PCIe ×16            | 625        | 725                  | 48:8:16:16 | 30000         | 10000     | 1250        | 10000     | 512         | 46.4                   | GDDR3      | 256            | 100        | 9.0c            | 2.1             | $599                       |
| 라데온 X1900 GT                  | 2006년 5월 5일                                 | R580   | 90             | 384                 | 352             | PCIe ×16            | 575        | 600                  | 36:8:12:12 | 20700         | 6900      | 1150        | 6900      | 256         | 38.4                   | GDDR3      | 256            | 75         | 9.0c            | 2.1             | $                          |
| 라데온 X1900 GT Rev. 2           | 2006년 9월 7일                                 | R580   | 90             | 384                 | 352             | PCIe ×16            | 512        | 600                  | 36:8:12:12 | 18432         | 6144      | 1024        | 6144      | 256         | 42.64                  | GDDR3      | 256            |            | 9.0c            | 2.1             | $                          |
| 라데온 X1900 XT                  | 2006년 1월 24일                                | R580   | 90             | 384                 | 352             | PCIe ×16            | 625        | 725                  | 48:8:16:16 | 30000         | 10000     | 1250        | 10000     | 256 512     | 46.4                   | GDDR3      | 256            | 100        | 9.0c            | 2.1             | $549                       |
| 라데온 X1900 XTX                 | 2006년 1월 24일                                | R580   | 90             | 384                 | 352             | PCIe ×16            | 650        | 775                  | 48:8:16:16 | 31200         | 10400     | 1300        | 10400     | 512         | 49.6                   | GDDR3      | 256            | 135        | 9.0c            | 2.1             | $649                       |
| 라데온 X1950 크로스파이어 에디션 | 2006년 8월 23일                                | R580+  | 80             | 384                 | 352             | PCIe ×16            | 650        | 1000                 | 48:8:16:16 | 31200         | 10400     | 1300        | 10400     | 512         | 64                     | GDDR4      | 256            |            | 9.0c            | 2.1             | $449                       |
| 라데온 X1950 GT                  | 2007년 1월 29일 (PCIe) 2007년 2월 10일 (AGP)   | RV570  | 80             | 330                 | 230             | AGP 8x PCIe x16     | 500        | 600                  | 36:8:12:12 | 18000         | 6000      | 1000        | 6000      | 256 512     | 38.4                   | GDDR3      | 256            | 57         | 9.0c            | 2.1             | $140                       |
| 라데온 X1950 PRO                 | 2006년 10월 17일 (PCIe) 2006년 10월 25일 (AGP) | RV570  | 80             | 330                 | 230             | AGP 8x PCIe x16     | 575        | 690                  | 36:8:12:12 | 20700         | 6900      | 1150        | 6900      | 256 512     | 44.16                  | GDDR3      | 256            | 66         | 9.0c            | 2.1             | $199                       |
| 라데온 X1950 XT                  | 2006년 10월 17일 (PCIe) 2007년 2월 18일 (AGP)  | R580+  | 80             | 384                 | 352             | AGP 8x PCIe 1.0 x16 | 625        | 700 (AGP) 900 (PCIe) | 48:8:16:16 | 30000         | 10000     | 1250        | 10000     | 256 512     | 44.8 (AGP) 57.6 (PCIe) | GDDR3      | 256            | 96         | 9.0c            | 2.1             | $                          |
| 라데온 X1950 XTX                 | 2006년 10월 17일                               | R580+  | 80             | 384                 | 352             | PCIe 1.0 ×16        | 650        | 1000                 | 48:8:16:16 | 31200         | 10400     | 1300        | 10400     | 512         | 64                     | GDDR4      | 256            | 125        | 9.0c            | 2.1             | $449                       |
| 모델                             | 출시일                                         | 코드명 | 제조 공정 (nm) | 트랜지스터 (백만개) | 다이 크기 (mm2) | 버스 인터페이스     | 코어 (MHz) | 메모리 (MHz)         | 코어 구성  | MOperations/s | MPixels/s | MVertices/s | MTexels/s | 크기 (MB)   | 대역폭 (GB/s)          | 버스 종류  | 버스 폭 (비트) | 최대       | Direct3D        | OpenGL          | 출시 가격 (USD)            |
| 모델                             | 출시일                                         | 코드명 | 제조 공정 (nm) | 트랜지스터 (백만개) | 다이 크기 (mm2) | 버스 인터페이스     | 클록 속도  | 클록 속도            | 코어 구성  | 필레이트      | 필레이트  | 필레이트    | 필레이트  | 메모리      | 메모리                 | 메모리     | 메모리         | TDP (와트) | API 지원 (버전) | API 지원 (버전) | 출시 가격 (USD)            |

1 픽셀 셰이더 : 버텍스 셰이더 : 텍스처 매핑 유닛 : 렌더 출력 장치.

### 모빌리티 라데온 X1000 시리즈
| 모델                     | 출시일          | 모델 번호 | 코드명 | 제조 공정 (nm) | 버스 인터페이스 | 코어 클록 (MHz) | 메모리 클록 (MHz) | 코어 구성1 | 필레이트    | 필레이트      | 메모리     | 메모리        | 메모리     | 메모리         | API 규격 (버전) | API 규격 (버전) | 비고              |
| 모델                     | 출시일          | 모델 번호 | 코드명 | 제조 공정 (nm) | 버스 인터페이스 | 코어 클록 (MHz) | 메모리 클록 (MHz) | 코어 구성1 | 픽셀 (GP/s) | 텍스처 (GT/s) | 크기 (MB)  | 대역폭 (GB/s) | 버스 종류  | 버스 폭 (비트) | Direct3D        | OpenGL          | 비고              |
| ------------------------ | --------------- | --------- | ------ | -------------- | --------------- | --------------- | ----------------- | ---------- | ----------- | ------------- | ---------- | ------------- | ---------- | -------------- | --------------- | --------------- | ----------------- |
| 모빌리티 라데온 X1300    | 2006년 1월 19일 | M52       | RV515  | 90             | PCIe ×16        | 350             | 250               | 2:4:4:4    | 1.4         | 1.4           | 128 + 공유 | 8             | DDR DDR2   | 128            | 9.0c            | 2.0             |                   |
| 모빌리티 라데온 X1350    | 2006년 9월 18일 | M62       | RV515  | 90             | PCIe ×16        | 470             | 350               | 2:4:4:4    | 1.88        | 1.88          | 128 + 공유 | 11.2          | DDR2 GDDR3 | 128            | 9.0c            | 2.0             |                   |
| 모빌리티 라데온 X1400    | 2006년 1월 19일 | M54       | RV515  | 90             | PCIe ×16        | 445             | 250               | 2:4:4:4    | 1.78        | 1.78          | 128 + 공유 | 8             | DDR DDR2   | 128            | 9.0c            | 2.0             |                   |
| 모빌리티 라데온 X1450    | 2006년 9월 18일 | M64       | RV515  | 90             | PCIe ×16        | 550             | 450               | 2:4:4:4    | 2.2         | 2.2           | 128 + 공유 | 14.4          | DDR2 GDDR3 | 128            | 9.0c            | 2.0             |                   |
| 모빌리티 라데온 X1600    | 2006년 2월 1일  | M56       | RV530  | 90             | PCIe ×16        | 425 450         | 375 470           | 5:12:4:4   | 1.7 1.8     | 1.7 1.8       | 256        | 12.0 15.04    | DDR2 GDDR3 | 128            | 9.0c            | 2.0             |                   |
| 모빌리티 라데온 X1700    | 2006년 2월 1일  | M66       | RV535  | 90             | PCIe ×16        | 475             | 400 550           | 5:12:4:4   | 1.9         | 1.9           | 256        | 11.2 17.6     | DDR2 GDDR3 | 128            | 9.0c            | 2.0             | 스트레인드 실리콘 |
| 모빌리티 라데온 X1800    | 2006년 3월 1일  | M58       | R520   | 90             | PCIe ×16        | 450             | 500               | 8:12:12:12 | 5.4         | 5.4           | 256        | 32            | GDDR3      | 256            | 9.0c            | 2.0             |                   |
| 모빌리티 라데온 X1800 XT | 2006년 3월 1일  | M58       | R520   | 90             | PCIe ×16        | 550             | 650               | 8:16:16:16 | 8.8         | 8.8           | 256        | 41.6          | GDDR3      | 256            | 9.0c            | 2.0             |                   |
| 모빌리티 라데온 X1900    | 2007년 1월 11일 | M68       | RV570  | 80             | PCIe ×16        | 400             | 470               | 8:36:12:12 | 4.8         | 4.8           | 256        | 30.08         | GDDR3      | 256            | 9.0c            | 2.0             | 파워플레이 6.0    |

1 버텍스 셰이더 : 픽셀 셰이더 : 텍스처 매핑 유닛 : 렌더 출력 장치.

## 같이 보기
- AMD 그래픽 처리 장치 목록
- 자유-오픈 소스 장치 드라이버: 그래픽스#ATI/AMD